# Chronolignes
Chronolignes est le nom décerné à certaines lignes de bus des transports en commun de l'agglomération mancelleexploitées par la SETRAM, bénéficiant d'un parcours en partie en site propre et d'une fréquence élevée, tout en utilisant des véhicules de dernière génération.

## Histoire
Afin d’améliorer au mieux la desserte de certains de ses lignes de bus, la Setram lance en septembre 2024 les travaux des chronolignes.

## Polémiques et opinions publiques
L’abattage de centaine d’arbres de l’avenue Bollée à susciter des critiques et une pétition a été lancée par des opposants.

## Mise en service
Les travaux sont prévus jusqu’en 2027 date à laquelle aura lieu l’inauguration. 

## Lignes
Les lignes 3 à 5 seront transformées en chronolignes et auront notamment une partie de leur parcours en site propre. 